# Eduard Hartmann
Eduard Hartmann (* 3. September 1904 in Laxenburg; † 14. Oktober 1966 in Wien) war ein österreichischer Politiker.

## Leben

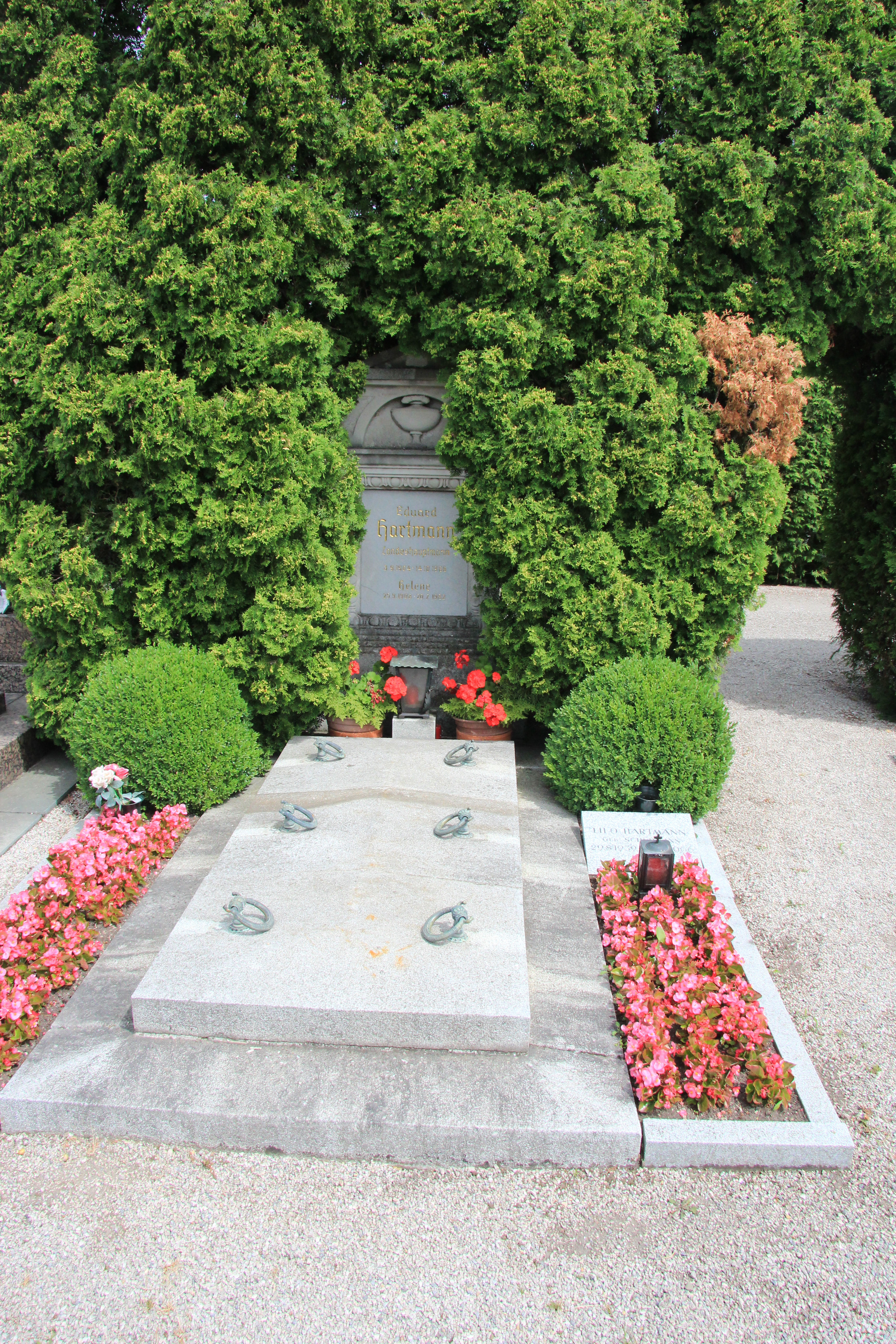
Grabmal am Laxenburger Friedhof

Eduard Hartmanns Eltern besaßen einen landwirtschaftlichen Betrieb in Laxenburg in Niederösterreich. Sein Vater war Eduard 1872–1958 und seine Mutter, Irma Haidekker 1881–1958, stammte aus Ungarn und war Tochter des Seifen-Fabrikanten József Haidekker 1844–1938. Er sollte vorerst das Stiftsgymnasium Melk besuchen. Die Schulleistungen wurden aber durch den Internatsaufenthalt zusehends schlechter, sodass er die Schule wechselte und in Wien ein Gymnasium besuchte, wo er die Matura mit sehr gut abschloss. Seine Eltern verloren die Landwirtschaft und zogen ebenso nach Wien. Anschließend studierte er auf der Hochschule für Bodenkultur.
1927 begann er in der „Österreichischen Land- und Forstwirtschaftsgesellschaft“ zu arbeiten. Dort befasste er sich hauptsächlich mit Sozialversicherungsfragen und bäuerlichem Steuerrecht. Politisch war er nicht sehr engagiert. Während der NS-Zeit wurde er auf Grund seiner Kenntnisse beauftragt, die Gesellschaft aufzulösen und wurde vom Reichsnährstand in Linz übernommen. Er war aber nie NSDAP-Mitglied. 1942 wurde er wieder nach Wien zur Landesbauernschaft Niederdonau versetzt.
Begraben ist Hartmann am Friedhof seines Geburtsortes Laxenburg.

## Politischer Weg
Als ÖVP-Mitglied hatte er zahlreiche Funktionen in der Politik. So war er von 1946 bis 1962 Direktor des Österreichischen Bauernbundes, zugleich Abgeordneter (1949–1963) zum Nationalrat, zusätzlich von 1959 bis 1964 in der Regierung von Julius Raab und Alfons Gorbach auch Landwirtschaftsminister.
Anschließend war er Generalanwalt des Österreichischen Raiffeisenverbandes. Am 25. Juni 1965 wurde er zum Landeshauptmann von Niederösterreich gewählt. Er bekleidete dieses Amt bis zu seinem Tod im Jahr 1966.

## Würdigung
Seit dem Jahr 1967 vergibt der Verband der Agrarjournalisten und -publizisten in Österreich (VAÖ) zu Ehren Hartmanns den Eduard-Hartmann-Preis an Personen, die sich um die Land- und Forstwirtschaft in den Medien verdient gemacht haben. So wurde beispielsweise im Jahr 2011 die ORF-Redakteurin Barbara Krommer und der stellvertretenden Chefredakteur der Fachzeitung Der fortschrittliche Landwirt, Hans Meister, ausgezeichnet.

## Auszeichnungen
- 1959: Goldene Florianiplakette des Niederösterreichischen Landesfeuerwehrverbandes[2]
- 1960: Bayerischer Verdienstorden
- 1960: Goldenes Komturkreuz mit dem Stern des Ehrenzeichens für Verdienste um das Bundesland Niederösterreich[3]
- 1962: Großes Goldenes Ehrenzeichen am Bande für Verdienste um die Republik Österreich[4]